# El Feu
|  | Per a altres significats, vegeu «el Feu (l'Esquirol)». |

El Feu és una masia eclèctica al terme de Malla (Osona) inclosa a l'Inventari del Patrimoni Arquitectònic de Catalunya.

## Arquitectura
Edifici civil. Masia de planta quadrada coberta a dues vessants, amb el carener perpendicular a la façana, orientada a migdia. El portal és d'arc rebaixat amb dovelles. Al primer pis hi ha balconades que s'obren a l'exterior amb arcs ogivals motllurats. A la part dreta hi ha una torre adossada a la planta baixa i tres pisos, al superior s'obren badius.
Al damunt del cos central s'obre una llanterna. El material constructiu bàsic és la pedra arrebossada i pintada al damunt.
L'estat de conservació és bo.

## Història
El nom del Feu prové de la propietat del Feu de l'Esquirol (Cabrerès), la qual tenia una masoveria al terme de Balenyà. Vers 1850, els Baucells varen adquirir la propietat però edificaren la nova casa en sòl de Malla per problemes de contribució amb el municipi de Balenyà, que es troba a 40 m del mas.
La casa fou construïda per Pere Baucells Feu l'any 1879. Es manté la mateixa genealogia, es cognomenen Baucells.
Aquest mas formà part de l'antiga quadra de Torrellebreta i Mirambec, i per algun temps formà part o fou considerat de la quadra Aguilar, de manera que al fogatge de 1553 del Castell i quadra Aguilar hi trobem «BARTOMEU FEU», batlle, com a habitant del mas.